# Aproximante glotal nasal sorda
La aproximante glotal nasal sorda es un tipo de sonido consonántico, una aproximante glotal, utilizada en algunas lenguas orales. El símbolo en el Alfabeto Fonético Internacional que representa este sonido es ⟨ h̃ ⟩ , es decir, una h con una virgulilla arriba.

## Características
- Su modo de articulación es aproximante, lo que significa que se produce con un articulador cerca de otro, pero sin que se reduzca la apertura hasta el punto en que se produzca una turbulencia de aire audible.
- Su punto de articulación es glotal, lo que significa que es articulado por la glotis.
- Su tipo de fonación es sorda, lo que significa que las cuerdas vocales no vibran durante la articulación.
- Es una consonante nasal, lo que significa que el aire escapa en parte a través de la nariz.
- El mecanismo de la corriente de aire es pulmonar, lo que significa que se articula empujando el aire de los pulmones únicamente con los músculos intercostales y el diafragma, como en la mayoría de los sonidos.

## Ocurre en
El sonido h está nasalizado en varios idiomas, aparentemente debido a una conexión entre los sonidos glotales y nasales llamada rinoglotofilia. Ejemplos de idiomas donde el único sonido parecido a la h es nasalizado son el krim, el lisu y el pirahã.
Más raramente, un idioma contrastará la /h/ oral y la /h̃/ nasal . Dos de esas lenguas son las lenguas bantú vecinas de Angola y Namibia, el kwangali y el mbukushu. En estos idiomas, las vocales que siguen a /h̃/ se nasalizan, aunque las vocales nasales no aparecen en otros lugares. También se informa de una distinción en Wolayta, aunque en ese caso la nasal es rara.
| Idioma     | Idioma            | Palabra | AFI      | Significado | Notas                                                                   |
| ---------- | ----------------- | ------- | -------- | ----------- | ----------------------------------------------------------------------- |
| Vasco      | dialecto suletino | ahate   | [ãˈh̃ãte] | 'pato'      |                                                                         |
| cáingang.  | cáingang.         | hũg     | [h̃ũŋ]    | 'halcón'    | Posible realización inicial de palabra de /h/ antes de una vocal nasal. |
| RuKwangali | RuKwangali        | nhonho  | [h̃õh̃õ]   | Tribulus    |                                                                         |
| khoekhoe   | dialecto Damara   | hû      | [h̃ũː]    | 'seis'      | variación libre                                                         |
| Tofa       | Tofa              | иʔһён   | [iʔh̃jon] | 'veinte'    | no hay una letra separada para /h̃/, se usa la misma letra que para /h/. |